# Pé de Plátano
Pé de Plátano est un quartier de la ville brésilienne de Santa Maria, au Rio Grande do Sul. Il est situé dans le district de Sede.
Le quartier doit son nom au platane (en portugais : plátano).

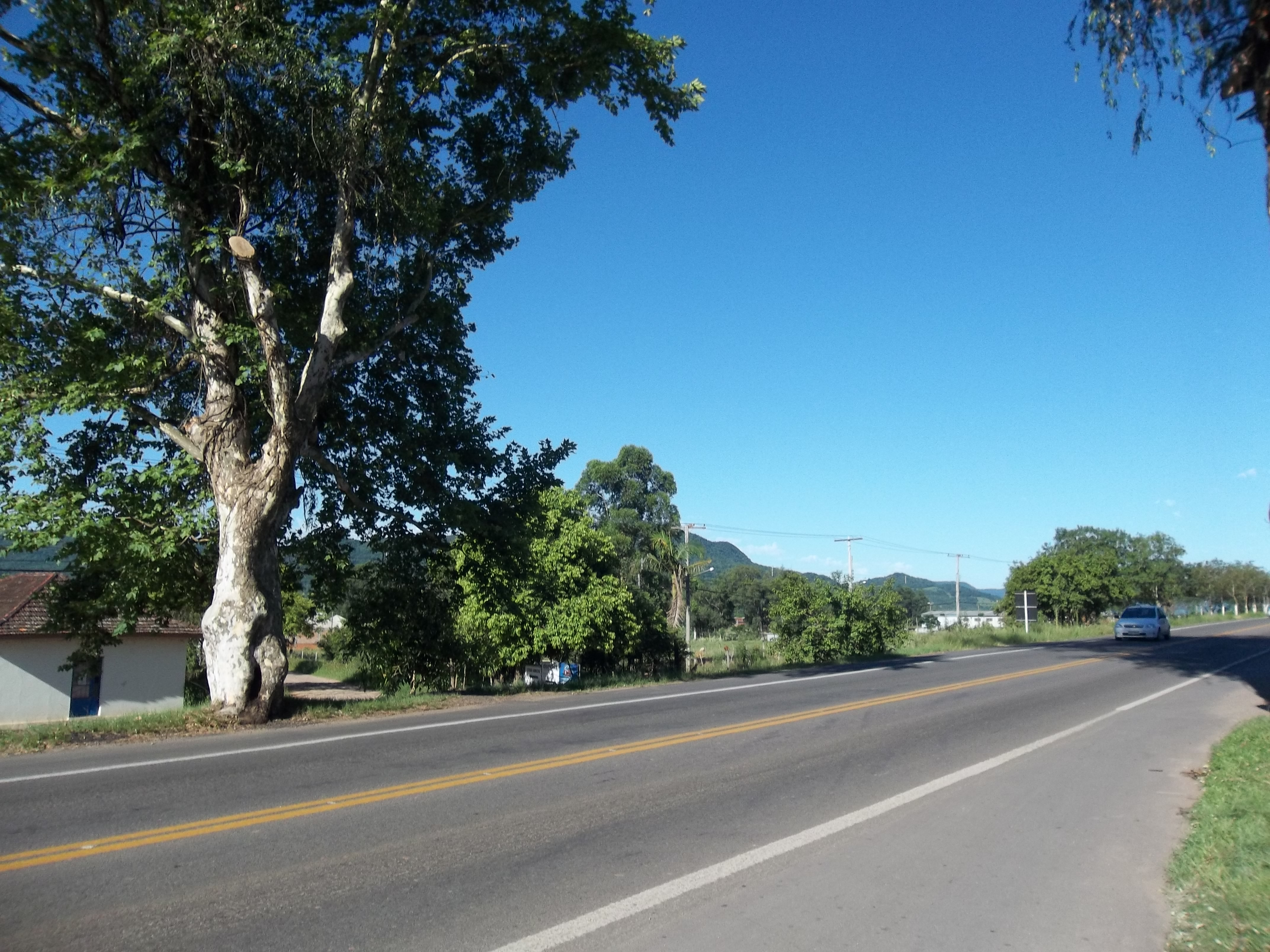
Un platane sur la route à Pé de Plátano.

## Vilas
Le quartier possède les ensembles (vilas) suivants : Parque Residencial Ouro Verde, Pé de Plátano, Vila Almeida, Vila Presidente Vargas.

## Lies externes
- Site officiel